# 稀奇异足猛水蚤
稀奇异足猛水蚤（学名：Canthocamptus mirabilis）为异足猛水蚤科异足猛水蚤属的动物，是中国的特有物种。分布于北京等地，常栖息于溪流中。